# Juan Antonio Cremades Royo
Juan Antonio Cremades Royo (Saragossa, 10 de juny de 1910 - 26 de desembre de 1992) fou un advocat i polític aragonès, diputat a Corts Republicanes, governador civil de Lleida i procurador a Corts franquistes.

## Biografia
Va estudiar al Col·legi dels Jesuïtes del Salvador de Saragossa, es llicencià en dret a la Universitat de Saragossa. Amic personal de Josepmaria Escrivá de Balaguer, fou membre d'Acció Catòlica i dels Cavallers del Pilar. El 1934 es va integrar al Col·legi d'Advocats de Saragossa i treballà en el despatx d'advocats d'Emilio Laguna Azorín. El mateix any va dirigir les joventuts de l'Acció Popular Agrària Aragonesa, grup polític integrat a la CEDA, amb el que fou escollit diputat per la província de Saragossa a les eleccions generals espanyoles de 1936. En produir-se el cop d'estat del 18 de juliol de 1936 es va posar de part del bàndol revoltat i va anar a la caserna de Castillejos a demanar armes. Va anar a lluitar voluntari a la guerra civil espanyola al Regiment de Girona.
Les seves bones relacions amb Ramón Serrano Suñer li va permetre que el gener de 1939 fos nomenat governador civil de Lleida. El seu nom figura en nombrosos informes utilitzats per afusellar nombrosos opositors al règim franquista de Lleida. Alhora, va ordenar tancar al camp de concentració de Miranda de Ebro refugiats jueus alemanys que fugien del nazisme, com Jenny Kehr i Max Revensburguer; Jenny fou expulsada a França i es va suïcidar a la presó de dones de les Corts el desembre de 1942. Va ocupar el càrrec fins l'abril de 1943.
Aleshores va tornar a Saragossa, on va obtenir plaça per oposició a la Cambra de la Propietat Urbana i va ser membre de l'Obra Social de la Falange. El 1948 va fundar l'associació socio-cultural aragonesista La Cadiera, que aplegava la dreta catòlica tradicional i que treballava amb el Caliu Ilerdenc (impulsor del leridanismo). També fou propagandista d'Acció Catòlica i el 1971 fou escollit procurador a Corts pel terç familiar. Deixà el càrrec després de les eleccions generals espanyoles de 1977.